# Karl-Oswald Bauer

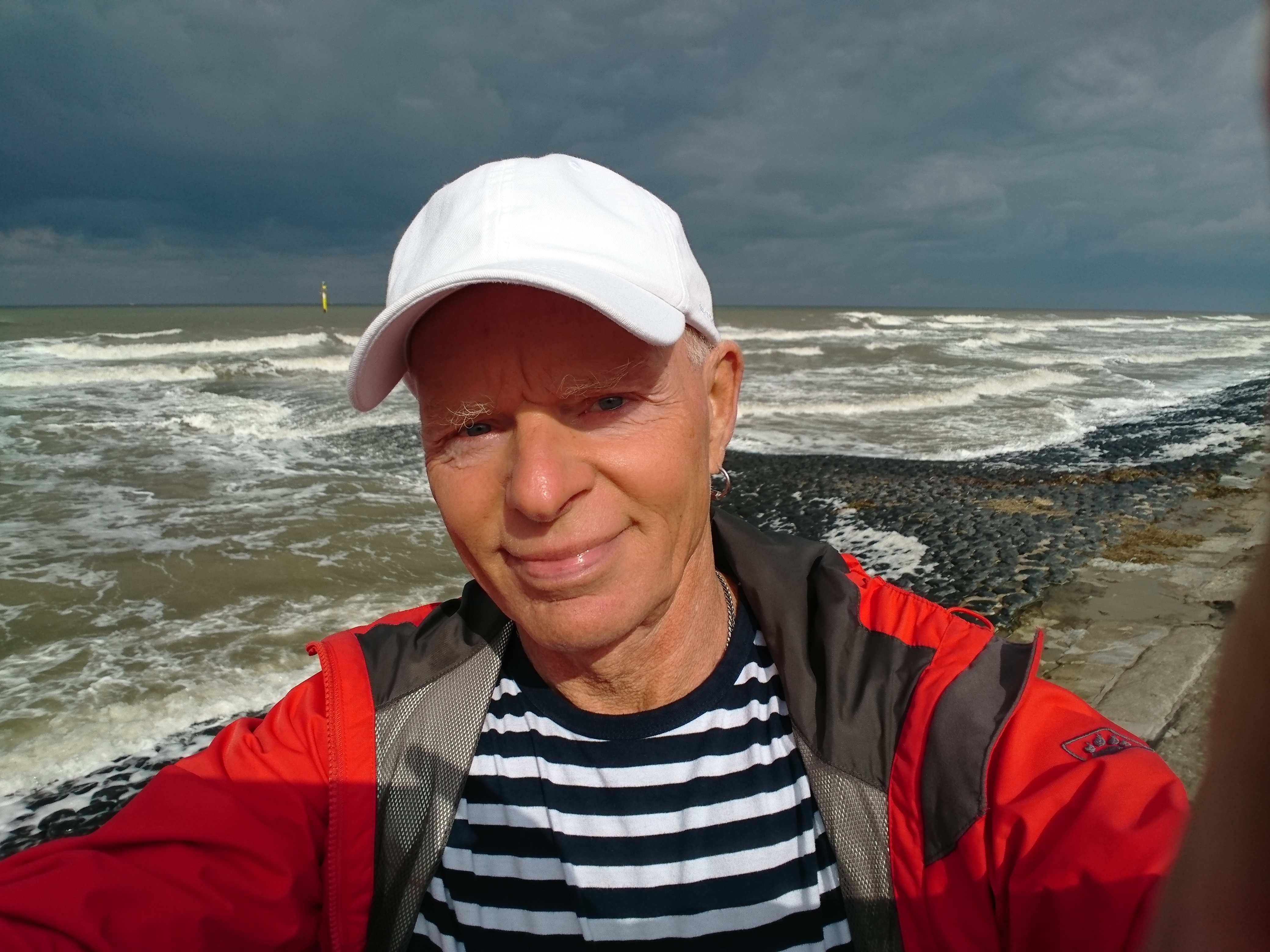
Karl-Oswald Bauer auf Norderney, 2017

Karl-Oswald Bauer (* 19. Juni 1949 in Düsseldorf) ist ein deutscher Pädagoge.

## Leben
Karl-Oswald Bauer machte sein Abitur 1967 am altsprachlichen Humboldt-Gymnasium in Düsseldorf. Danach war er  achtzehn Monate bei der Bundeswehr und studierte anschließend an der Ruhruniversität in Bochum und an der Pädagogischen Hochschule Ruhr in Dortmund Klassische Philologie, Sprachwissenschaft und Erziehungswissenschaft. Nach dem Diplom arbeitete er am Dortmunder Institut für Schulentwicklungsforschung unter der Leitung von Hans-Günter Rolff. Er promovierte mit einer quantitativ-empirischen Arbeit über  Zusammenhänge zwischen Zielen, Wertklima und Rollenauffassungen in Lehrerkollegien einerseits, sozialen und emotionalen Schülervariablen andererseits und untersuchte dazu 80 Sekundarschulen. In den Folgejahren konzentrierte er sich auf die Zusammenhänge zwischen Schulentwicklung und Lehrerprofession. Er entwickelte auf der Grundlage qualitativer Studien mit teilnehmender Beobachtung ein Modell der Lehrerprofessionalität, in dem pädagogische Handlungsrepertoires (Basiskompetenzen), das professionelle Selbst und das Kernselbst der Lehrkräfte eine zentrale Rolle spielen. Während Lehrkräfte ihr Kernselbst akzeptieren und verstehen sollten, können sie ihr professionelles Selbst gezielt weiterentwickeln, durch Reflexion und durch den Aufbau pädagogischer Handlungsrepertoires. Schulentwicklung wird vor allem als eine zentrale Aufgabe der Profession in Zusammenarbeit mit externen Beratern und wissenschaftlichen Einrichtungen, unterstützt von der Administration, gesehen. Da die Profession an eine wissenschaftliche Basis der Berufsausübung gebunden ist, hält er Evaluation für ein wichtiges Element professioneller Praxis und empfiehlt  die Kooperation von Schulen mit wissenschaftlichen Institutionen. In späteren Arbeiten widmete er sich vor allem der Frage, wie sich die Oberziele Kompetenzzuwachs und seelisches Wohlbefinden durch Maßnahmen der Schul- und Unterrichtsentwicklung erreichen lassen. Er vertritt die Auffassung, dass zwischen Leistungs- und Glückszielen kein Konflikt besteht, sondern eine effektive Bildung zu beiden Zieldimensionen gleichermaßen beträgt.  Nach der Promotion 1979 an der Universität Dortmund und der Habilitation 1998 in Dortmund lehrte er ab 2004 als Professor an der Universität Osnabrück und ab 2007 als Professor für Empirische Bildungsforschung an der Universität Vechta.

## Schriften (Auswahl)
- Erziehungsbedingungen von Sekundarschulen. Eine empirische Untersuchung an sechs Schulformen der Sekundarstufe I. Weinheim 1980, ISBN 3-407-58059-2.
- Können sich Schulen ändern? Bericht aus einem Forschungsprojekt. Weinheim 1981, ISBN 3-407-58116-5.
- Einstellungen und Sichtweisen von Jugendlichen. Trends und neue Ergebnisse der Jugendforschung. Weinheim 1983, ISBN 3-407-54137-6.
- Pädagogische Professionalität und Lehrerarbeit. Eine qualitativ empirische Studie über professionelles Handeln und Bewusstsein. Weinheim 1996, ISBN 3-7799-0887-5.
- Pädagogische Basiskompetenzen. Theorie und Training. Weinheim 2005, ISBN 3-7799-0377-6.
- Pädagogische Qualität messen. Ein Handbuch. Münster 2010, ISBN 978-3-8309-2415-9
- Unterrichtsqualität und fachdidaktische Forschung. Modelle und Instrumente zur Messung fachspezifischer Lernbedingungen und Kompetenzen. Münster 2011. ISBN 978-3-8309-2502-6
- Effektive Bildung. Zur Wirksamkeit und Effizienz pädagogischer Prozesse. Münster 2012, ISBN 978-3-8309-2680-1.